# Ceratinops
Ceratinops là một chi nhện trong họ Linyphiidae.